# Fariborz Asjari
Fariborz Asjari (27 de mayo de 1972) es un deportista iraní que compitió en taekwondo.
Ganó una medalla en el Campeonato Mundial de Taekwondo de 1995, y tres medallas en el Campeonato Asiático de Taekwondo entre los años 1992 y 2000. En los Juegos Asiáticos de 1994 consiguió una medalla de oro.

## Palmarés internacional
| Campeonato Mundial  | Campeonato Mundial     | Campeonato Mundial | Campeonato Mundial |
| Año                 | Lugar                  | Medalla            | Categoría          |
| ------------------- | ---------------------- | ------------------ | ------------------ |
| 1995                | Manila (Filipinas)     | Medalla de bronce  | –70 kg             |
| Juegos Asiáticos    |                        |                    |                    |
| Año                 | Lugar                  | Medalla            | Categoría          |
| 1994                | Hiroshima (Japón)      | Medalla de oro     | –70 kg             |
| Campeonato Asiático |                        |                    |                    |
| Año                 | Lugar                  | Medalla            | Categoría          |
| 1992                | Kuala Lumpur (Malasia) | Medalla de oro     | –70 kg             |
| 1996                | Melbourne (Australia)  | Medalla de plata   | –70 kg             |
| 2000                | Hong Kong (China)      | Medalla de bronce  | –72 kg             |